# Dorota Grzelak
Dorota Grzelak-Latos (ur. w 1968) – polska aktorka filmowa.

## Życiorys
W czasie nauki w szkole podstawowej uczęszczała na zajęcia teatralne w warszawskim Pałacu Młodzieży. Była jedną z ponad 300 dziewcząt, które wzięły udział w zdjęciach próbnych do tytułowej roli w filmie Szaleństwa panny Ewy. W 1994 skończyła teatrologię na Uniwersytecie Łódzkim oraz podyplomowe studium trenerów grupowych i została certyfikowanym coachem MBTI. Prowadziła audycje radiowe. Była instruktorem, twórcą i koordynatorem projektów teatralnych. Grała w sztukach dla dzieci, z czasem zaczęła pisać scenariusze i reżyserowała własne spektakle. W 2012 założyła firmę szkoleniową Samo Centrum, gdzie realizuje autorskie programy.

## Filmografia
- 1984: Szaleństwa panny Ewy jako Ewa Tyszowska

### Seriale
- 1983–1984: Szaleństwa panny Ewy jako Ewa Tyszowska
- 1989: Gorzka miłość jako Ewa (odc. 1 - Bal)
- 1997–2015: Klan jako właścicielka Zakładu Pogrzebowego Ukojenie
- 2002–2009: Samo życie jako nauczycielka, gość na wieczorze autorskim Leszka Retmana w Klubie Lekarza
- 2003–2004: Plebania jako Danuta (odc. 408, 409, 410, 411, 419, 420, 421, 423 i 424)

## Spektakle
- 1994 – Ślepcy, forma twórczości: adaptacja z Jerzym Latosem, reż.: Jerzy Latos
- 2006 – Oblężenie Leningradu, reż.: S. Biraga

## Nagrody i wyróżnienia
- 1986: Szaleństwa panny Ewy, Poznań (FF dla Dzieci), Poznańskie Koziołki dla najlepszego aktora w grupie aktorów nieprofesjonalnych; 9 Ogólnopolski Festiwal Filmów dla Dzieci i Młodzieży